# Jelovo
Jelovo je naselje v Občini Radeče.